# Snake Range
Snake Range je pohoří na východě kraje White Pine County, na východě Nevady, ve Spojených státech amerických. Nejvyšší horou pohoří je Wheeler Peak (3 982 m). V pohoří se nachází čtyři z pěti nejvyšších vrcholů Nevady. Ve střední a jižní části pohoří se nachází jediný národní park v Nevadě Národní park Great Basin.

## Geografie
Snake Range je součástí Velké pánve, respektive provincie Oblast pánví a hřbetů. Pohoří se rozkládá od severu k jihu. Má rozlohu okolo 4 600 km2. Největší délka pohoří je 110 km. Největší šířka od západu k východu je přibližně 55 km.